# Haunting the Chapel
Haunting the Chapel е EP албум на американската траш метъл банда Слейър от 1984 г. Издаден е в момент на преходен период за групата, между обещаващия им дебют „Show No Mercy“ и бъдещите ѝ творби, където рок базираното звучене ще отстъпи на нелинейния стил и втвърдения саунд на траш метъла. Парчетата са правени по време на турнето им в подкрепа на „Show No Mercy“, като момчетата решават да ги представят на слушателите преди да се захванат с работата си по следващата студийна продукция.
През 1993 г. албумът е ремастериран и е добавен бонус тракът „Aggressive Perfector“.

## Музиканти
- Том Арая – вокал, бас
- Кери Кинг – китари
- Джеф Ханеман – китари
- Дейв Ломбардо – барабани